# Friends Will Be Friends
A Friends Will Be Friends az ötödik dal a brit Queen rockegyüttes 1986-os A Kind of Magic albumáról. A szerzői John Deacon basszusgitáros és Freddie Mercury énekes voltak.
Peter Freestone, Mercury személyi titkára szerint Deacon írta a dal nagy részét, Mercury csak kisebb simításokat végzett rajta, de Deacon tisztessége nem engedte, hogy egyedül önmagát tüntesse fel szerzőnek. Brian May, az együttes gitárosa a weboldalán később utalt arra, hogy a szövegét – részben vagy egészben – Mercury írta: „A versszakok… kerek kis történetek, abszolút Freddie stílusában, a kórus viszont, ami a dal legegyszerűbb részének tűnhet, elég sok fejtörést okozott neki. Persze mind adtunk neki ötletmorzsákat, ha kikérte a véleményünket!” Az üteme 4/4-es, G dúrban íródott, és viszonylag lassú, percenként 74-es a ritmusa. Az album eredeti CD változatán „Friends Will Be Friends Will Be Friends” címmel hosszabb, átdolgozott változatban is szerepelt. Itt mintegy egyperces bevezetőt kapott, ahol csak a refrén hangzik el, majd a hátralévő részében csak a hangszerek szólnak, az ének nem. Hangzásban nagyon hasonlít az eredetihez, de pár gitárszólónak más a hangja, és egyéb, hangszerelési különbségek vannak.
1986. június 9-én kislemezen is megjelent (az együttes harmincadik kislemezeként), és a tizennegyedik helyet érte el a brit slágerlistán. A B oldalán az 1974-es „Seven Seas of Rhye” kapott helyet, amivel a kiadó azokat a fiatal rajongókat remélte megnyerni, akik koruknál fogva nem birtokolhatták az eredeti, akkor már ritkaságnak számító kislemezt. A Kerrang! kissé cinikusan írt róla: „Csak a szokásos, meg sem közelíti az A Night at the Opera szintjét. És jaj, nézd, a B oldalon a »Seven Seas of Rhye« próbálja helyrehozni a hibát,” a Rolling Stone „optimista mütyürkének” nevezte.
Forgattak hozzá egy videóklipet is, amelyben az együttes egy stúdióépületben, rajongók körében adja elő a dalt. A klipben a refrénhez érve a közönség éneklése is hallható. A statiszták „Én a Queen barátja vagyok” feliratú pólót viseltek, amit a forgatás végeztével meg is tarthattak. Az 1986-os Magic Tour során rendszeresen játszották, az addig szorosan összefüggő „We Will Rock You” és „We Are the Champions” közé illesztették be. Felkerült a Greatest Hits II válogatásalbumra, a Live Magic és Live at Wembley ’86 koncertalbumokra, valamint a Queen: Live at Wembley Stadium és Live in Budapest koncertfilmekre.

## Közreműködők
- Ének: Freddie Mercury
- Háttérvokál: Queen

Hangszerek:
- Roger Taylor: dob
- John Deacon: basszusgitár
- Brian May: elektromos gitár
- Freddie Mercury: zongora, szintetizátor

## Kiadás és helyezések
| \| Év \| Lista \| Helyezés \| \| ---- \| ----------------------- \| -------- \| \| 1986 \| Brit kislemezlista[8] \| 14 \| \| 1986 \| Belgium Ultratop[9] \| 18 \| \| 1986 \| Hollandia MegaCharts[9] \| 16 \| \| 1986 \| Ír slágerlista[10] \| 4 \| \| 1986 \| Német slágerlista[9] \| 20 \| \| 1986 \| Svájci slágerlista[9] \| 19 \| | 7" kislemez (EMI QUEEN 8, Anglia) 1. Friends Will Be Friends – 4:07 2. Seven Seas of Rhye – 2:47 12" kislemez (EMI 12 QUEEN 8, Anglia) 1. Friends Will Be Friends (Extended version) – 6:13 2. Friends Will Be Friends – 4:07 3. Seven Seas of Rhye – 2:47 |          |
| Év | Lista | Helyezés |
| 1986 | Brit kislemezlista | 14       |
| 1986 | Belgium Ultratop | 18       |
| 1986 | Hollandia MegaCharts | 16       |
| 1986 | Ír slágerlista | 4        |
| 1986 | Német slágerlista | 20       |
| 1986 | Svájci slágerlista | 19       |